# Disney’s Friends for Change Games
Die Disney’s Friends for Change Games sind eine US-amerikanisch-olympische Wettbewerbsreihe und Teil der Disney-Friends-for-Change-Initiative. Sie ist der direkte Nachfolger der Disney Channel Games, die von 2006 bis 2008 ausgestrahlt wurden. Sie wurde am 24. Juni 2011 auf dem Disney Channel und auf Disney XD erstausgestrahlt. Anders als bei der vorherigen Version treten in diesem Wettbewerb auch Stars aus Disney-XD-Serien und auch Vertreter einiger Staaten außerhalb der USA an.

## Idee
Verschiedene Teams treten in unterschiedlichen Disziplinen an um Punkte zu sammeln und den Wettbewerb zu gewinnen. Jedes Team gewinnt automatisch einen bestimmten Geldbetrag für ihre zugeteilte Wohltätigkeitsorganisation, das Siegerteam mit den meisten Punkten erhält zusätzlich eine bestimmte Gewinnsumme für ihre jeweilige Organisation. Die Disney’s Friends for Change Games finden über mehrere Wochen im Sommer statt und werden jeweils am Wochenende im Fernsehen ausgestrahlt.

## Austragungen

### 2011
- Datum: 24. Juni bis 31. Juli 2011
- Ort: Walt Disney World in Lake Buena Vista, Florida
- Moderation: Tiffany Thornton, Jason Earles

### 2012
Im Jahr 2012 fanden die Disney’s Friends for Change Games aus unbekannten Gründen nicht statt.